# Heeßel (Hemmoor)
Heeßel ist eine niedersächsische Ortschaft, die zu Hemmoor im Landkreis Cuxhaven gehört.

## Geschichte
Die erste Erwähnung des Ortes erfolgte 1500 als Besitzung des Klosters in Himmelpforten mit vier Feuerstellen. Der Name leitet sich von der Tatsache her, dass der Ort in einem Gebiet von eiszeitlichen Sandhügeln liegt, in dem zahlreiche Haselnusssträucher wuchsen. Aus der Bezeichnung Haselloh (Haselwald) wurde im Laufe der Zeit Heeßel. Aus den vier Feuerstellen sind die heutigen Ortsteile Wedelsforth, Pulvermühle und Schuppenfeld sowie der Ort Heeßel entstanden. Der Ortsteil Schuppenfeld hatte um 1690 noch eine eigene Feldmarkt. Später in der Schwedenzeit, wurden hier mehrere Lagerschuppen in der Feldmark errichtet. In der Mühle zu Heeßel wurde noch in der ersten Hälfte des 18. Jahrhunderts Pulver gemacht. Um 1750 war die Pulvermühle eine Kornmühle, und nur der Name ist bis heute geblieben. Der Friedhof wurde um 1831 angelegt.
Eingemeindungen
1968 wurde Heeßel nach Hemmoor eingemeindet.

## Politik

### Stadtrat und Bürgermeister
Auf kommunaler Ebene wird die Ortschaft Heeßel vom Stadtrat aus Hemmoor vertreten.

### Wappen
Der Entwurf des Kommunalwappens von Heeßel stammt von dem Heraldiker und Wappenmaler Albert de Badrihaye, der zahlreiche Wappen im Landkreis Cuxhaven erschaffen hat.
| Wappen von Heeßel | Blasonierung: „Schräglinks geteilt; oben: in Silber drei grüne Haselnüsse am Stiel (1 : 2); unten: in Rot vier silberne Schürfeisen (3 : 1).“                         |
| Wappen von Heeßel | Wappenbegründung: Die Haselnüsse weisen auf die Deutung des Ortsnamens als Haselloh (= Haselwald) hin. Die Schürfeisen erinnern an die ersten vier Gebäude des Ortes. |

## Kultur und Sehenswürdigkeiten
Baudenkmale 
→ Siehe: Liste der Baudenkmale in Heeßel
- Ehemalige Wassermühle Heeßel von 1853

Regelmäßige Veranstaltungen
- Das Schützenfest Heeßels findet jährlich am vierten Sonntag im Juli statt.

## Wirtschaft und Infrastruktur
Heeßel ist landwirtschaftlich geprägt. Zudem existieren ein Kalksandsteinwerk sowie eine Hausmülldeponie. Die Freiwillige Feuerwehr Heeßel besteht seit dem 16. Juli 1933.
Verkehr
Der Ort liegt direkt an der Bundesstraße 495, die eine schnelle Anbindung an Hemmoor und die Bundesstraße 73 sowie nach Lamstedt ermöglicht.